# 1998年9月逝世人物列表
1998年逝世人物列表：1月 - 2月 - 3月 - 4月 - 5月 - 6月 - 7月 - 8月 - 9月 - 10月 - 11月 - 12月
1998年9月逝世人物列表，是用於匯總1998年9月期間逝世人物的列表。

## 依日期排序

### 1日
- 弗朗西斯科·科欽，78歲，菲律賓漫畫插畫家和作家。
- 阿爾伯特·W·詹森，92歲，美國政治家。[1]
- 哈里·克努森，79歲，丹麥賽艇運動員和奧運獎牌得主。[2]
- 約瑟夫·克魯賓斯基，67歲，波蘭詩人。
- 加里·米德科夫，77歲，美國高爾夫球手，死於心臟病。[3]
- 尼克·墨菲，31歲，英格蘭足球運動員，死於車禍。[4]
- 第三代羅瑟米爾子爵維爾·哈姆斯沃斯，3歲，英國報紙大亨。
- 奧斯曼·法希爾·塞登，74歲，土耳其電影導演、編劇和電影製片人。
- 歐內斯特·愛德華·威廉姆斯，84歲，美國爬蟲學家。
- Petar Šegedin，89歲，克羅埃西亞作家。

### 2日
- 傑基·布蘭奇弗勞爾，65歲，北愛爾蘭足球運動員，死於癌症。[5]
- 羅伊·布拉德福德，77歲，北愛爾蘭政治家。
- 瑪麗·盧·克萊門茨-曼，51歲，美國愛滋病研究員，死於飛機失事。[6]
- 艾倫·德魯里，80歲，美國小說家，普利澤獎獲得者，心臟驟停，心臟病發作而死。[7]
- 查理斯·A·弗格森，77歲，美國語言學家。[8]
- 威利·基札特，66歲，美國電藍調吉他手。
- 喬納森·曼恩，51歲，美國醫生，世衛組織愛滋病專案前負責人，死於飛機失事。[9]
- 丹妮爾·帕羅拉，93歲，法國電影女演員。[10]
- 湯米·史密斯，81歲，澳大利亞賽馬教練。

### 3日
- 文斯·阿拉西亞，84歲，美國漫畫家（美國隊長）。
- 撒母耳·芬德利·克拉克，89歲，加拿大陸軍將軍。
- 埃利斯·R·克利，74歲，美國法醫人類學家。[11]
- 阿努普·庫瑪律，68歲，印度演員。
- 弗里德里希·科爾納，77歲，二戰德國空軍飛行王牌。
- Albert Nemethy，78歲，匈牙利裔美國藝術家。[12]

### 4日
- 漢斯·布倫納，59歲，奧地利演員。[13]
- 吉米·康斯坦丁，78歲，英格蘭足球運動員。
- 埃爾南多·杜蘭·杜桑，哥倫比亞律師和政治家，死於呼吸道感染。
- 羅伯特·希金斯，73歲，美國舉重運動員。
- 恩斯特·賈克森，93歲，愛沙尼亞外交官。[14]
- 伊莉莎白·卡塔，85歲，澳大利亞作家，筆名“伊麗莎白·卡塔”。
- 查理斯·肯博爾（Charles Kemball），75歲，蘇格蘭化學家。
- 塔尼亞·朗（Tania Long），85歲，二戰期間的美國記者和戰地記者。[15]
- 中江正人，80歲，日裔美國陸軍士兵和榮譽勳章獲得者。
- 英格·肖爾，81歲，二戰期間的德國活動家和抵抗組織成員，死於癌症。[16]
- 拉爾·沃特森，55歲，英國民謠歌手和詞曲作者，死於癌症。[17]

### 5日
- 費爾南多·巴爾薩雷蒂（Fernando Balzaretti），52歲，墨西哥演員，心血管疾病。
- Leon Dombrowski，60歲，美國橄欖球運動員。[18]
- 威廉·德雷斯（Willem Drees），75歲，荷蘭政治家，政治家威廉·德里斯（Willem Drees）的兒子。[19]
- 邁克爾·弗萊舍（Michael Fleischer），90歲，美國化學家和礦物學家。
- 桑尼·奈特（Sonny Knight），64歲，美國歌手，詞曲作者和作家，中風后併發症。
- 瑪格麗特·勒弗蘭克（Margaret Lefranc），91歲，美國視覺藝術家。[20]
- 新妻實，67歲，日本抽象雕塑家，筆觸。[21]
- 費利克斯·莫里索-勒羅伊（Félix Morisseau-Leroy），86歲，海地作家。[22]
- Verner Panton，72歲，丹麥室內設計師。[23]
- 里奧·佩恩（Leo Penn），77歲，美國演員兼導演，肺癌。[24]
- 比利·蘇斯（Billy Soose），83歲，美國拳擊手。

### 6日
- 恩斯特-雨果·耶雷加德，69歲，瑞典邪教演員，死於多發性骨髓瘤。
- 黑澤明，88歲，日本電影導演、編劇，中風。[25]
- Hava Lazarus-Yafeh，68歲，德裔以色列東方學家和學者。
- 里克·塞格雷托，45歲，美籍菲律賓創作歌手和演員，死於摩托車事故。
- 伊萊恩·謝潑德，85歲，美國女演員。
- 鄧尼斯·斯賓塞，68歲，澳大利亞自由泳運動員和奧運選手。[26]

### 7日
- 哈瓦德·阿爾斯塔德海姆，62歲，挪威經濟學家和政治家。
- 馬里奧·巴迪，77歲，義大利現實主義畫家，死於中風。
- 安德列·博寧，89歲，法國擊劍運動員和奧運冠軍。[27]
- K.M. Chandy，77歲，印度自由鬥士和政治家。
- 瓦列里·弗裡德，76歲，蘇聯編劇。
- 約翰·奧斯勒·查托克·海耶斯，85歲，英國皇家海軍軍官。[28]

### 8日
- 沃爾特·亞當斯，76歲，美國經濟學家和大學教授，死於胰腺癌。[29]
- 列昂尼德·金斯基，95歲，俄羅斯出生的演員，死於中風併發症。[30]
- Arsh Muneer，84歲，巴基斯坦女演員和歌手。
- Marco Rizo，77歲，古巴裔美國鋼琴家、作曲家和編曲家，心臟病發作而死。[31]
- Bill Shankland，91歲，澳大利亞運動員，心力衰竭而死。
- 埃瓦尔德·蒂尔克，86歲，德國皮划艇運動員和奧運獎牌得主。[32]
- Tryfon Tzanetis，80歲，希臘足球運動員和教練。

### 9日
- 盧西奧·巴蒂斯蒂（Lucio Battisti），55歲，義大利創作歌手和作曲家，癌症患者。[33]
- 比爾·克拉蒂（Bill Cratty），47歲，美國現代舞者和編舞家，肝癌。[34]
- 埃莉諾·加拉蒂，89歲，美國游泳運動員和奧運會金牌得主。
- 馬里亞諾·馬丁，78歲，西班牙足球運動員。
- 凱薩琳·特尼，91歲，美國作家和編劇。[35]
- 傑里·齊默爾曼，63歲，美國棒球運動員和教練。[36]

### 10日
- Carl Forgione，54歲，英國演員。
- 弗雷迪·格林，82歲，英格蘭職業足球運動員。[37]
- 阿道夫·德·霍恩勒，96歲，德裔美國慈善家。[38]
- Noshirvan Nagarwala，88歲，印度板球裁判員。[39]
- 弗雷德里克·羅西爾，82歲，英國皇家空軍司令。
- Kedar Man Vyathit，84歲，尼泊爾詩人。

### 11日
- Paku Alam VIII，88歲，印尼皇室成員，日惹總督。
- 索菲亞·巴西，85歲，墨西哥畫家和作家，心力衰竭而死。
- 戴恩·克拉克，86歲，美國演員。[40]
- Stephie D'Souza，61歲，印度運動員和奧運選手。[41]
- 卡洛斯·吉馬德，85歲，阿根廷國際象棋特級大師。
- 羅蘭多·莫蘭，68歲，瓜地馬拉革命領袖，心臟病發作而死。[42]
- P. S. Veerappa，87歲，印度演員和電影製片人。

### 12日
- 喬治·丹尼爾森（George E. Danielson），83歲，美國政治家和法官，心力衰竭。[43]
- 漢斯·格林（Hans Grimm），93歲，德國電影導演和編劇。
- 阿澤姆·哈吉達里（Azem Hajdari），35歲，阿爾巴尼亞學生領袖，被謀殺。[44]
- 阿旺·哈桑（Awang Hassan），87歲，馬來西亞政治家。
- 約翰·霍利曼（John Holliman），49歲，美國廣播記者，交通事故。
- 亨利·斯皮拉（Henry Spira），71歲，比利時裔美國動物權利活動家，食道癌。[45]

### 13日
- Talimeren Ao，80歲，印度足球運動員和醫生。[46]
- 鄧尼斯·巴克利，92歲，英國大律師和法官。[47]
- Necdet Calp，76歲，土耳其公務員和政治家，心臟病發作而死。
- Aloys Grillmeier，88歲，德國耶穌會牧師和神學家。[48]
- Frans Hogenbirk，80歲，荷蘭足球運動員。
- 歐文·霍伍德，81歲，南非經濟學家和政治家，心臟病發作。
- 安東尼奧·努涅斯·希門尼斯，75歲，古巴革命家和學者。
- Harry Lumley，71歲，加拿大國家冰球聯盟的冰球守門員。[49]
- 菲爾·里丁斯，80歲，澳大利亞板球運動員。
- 乔治·华莱士，79歲，美國政治家和民粹主義者，死於帕金森病。[50]

### 14日
- 約翰尼·亞當斯，66歲，美國藍調，爵士樂和福音歌手，死於前列腺癌。[51]
- 哈恩·威廉·卡普斯，95歲，美國昆蟲學家。
- Sue Geh，39歲，澳大利亞女子籃球運動員，心力衰竭而死。[52]
- 弗雷德·科思，89歲，美國海軍部長。[53]
- 喬治·斯科特，69歲，英國斯諾克球員。
- 杨尚昆，91歲，中華人民共和國主席。[54]
- 張宗遜，90歲，中國政治家。

### 15日
- 弗雷德·奥尔德曼，93歲，美國短跑運動員和奧運冠軍。[55]
- 巴雷特·迪姆斯，84歲，美國搖擺鼓手，死於肺炎。[56]
- 查理斯·喬治·德雷克，78歲，加拿大神經外科醫生。
- 勒內·費里爾，61歲，法國足球中場。
- 維爾約·海諾，84歲，芬蘭長跑運動員和奧運選手。[57]
- 雷諾德·詹森，92歲，美國發明家和計算機先驅，死於黑色素瘤。[58]
- 卡爾·拉彭特（Carl Larpenter），62歲，美國橄欖球運動員。[59]
- 卡羅琳·米克爾森（Caroline Mikkelsen），91歲，丹麥-挪威探險家
- 唐·帕金斯，80歲，美式橄欖球運動員。[60]
- 路易士·拉斯明斯基，90歲，加拿大銀行家。[61]
- Eva Gabriele Reichmann，101歲，德國歷史學家和社會學家。[62]

### 16日
- 埃吉迪奧·阿里奧斯托，87歲，義大利政治家。
- 簡·馬什·貝弗裡奇，82歲，加拿大藝術家。[63]
- 約翰·伊金斯，75歲，加拿大政治家。
- 馬扎爾·汗，印度演員和製片人，死於腎功能衰竭。
- Bjørn Stenersen，28歲，挪威自行車賽車手和奧運選手。[64]
- 約翰·西斯塔德，86歲，挪威長跑運動員和奧運選手。[65]
- Andrzej Trzaskowski，65歲，波蘭爵士樂作曲家和音樂學家。
- 朴斗鎭，82歲，韓國詩人。
- 哈羅德·沃克斯（Harold Vokes），90歲，美國軟骨病學家和古生物學家。[66]
- 約翰·沃亞特（John Woyat），65歲，加拿大足球運動員。

### 17日
- 威廉·奧爾布賴特，53歲，美國作曲家、鋼琴家和管風琴家。[67]
- 泰德·比尼恩（Ted Binion），54歲，美國博彩業高管。
- 傑弗里·達頓（Geoffrey Dutton），76歲，澳大利亞作家和歷史學家。[68]
- Win Elliot，83歲，美國電視和廣播體育節目主持人和遊戲節目主持人。[69]
- April FitzLyon，78歲，英文翻譯、傳記作家和歷史學家。[70]
- 傑羅德·弗蘭克，91歲，美國作家和代筆作家。[71]
- 雷德霍夫，107歲，美國職業棒球大聯盟的左撇子投手，摔倒至死。[72]
- 古斯塔夫·內茲瓦爾，90歲，捷克舞台和電影演員。
- 拉爾夫·帕皮爾，84歲，阿根廷製片設計師和電影導演。
- 西莉亞·魯克，96歲，英國版畫家和書籍插畫家。[73]

### 18日
- 弗朗西莉亞·巴特勒（Francelia Butler），85歲，美國學者和兒童作家。[74]
- 查理·福克斯（Charlie Foxx），64歲，美國音樂家。[75]
- 庫爾特·哈格（Kurt Hager），86歲，東德政治家。[76]
- 埃里克·霍姆伯格（Erik Holmberg），76歲，挪威足球運動員。[77]
- 山姆·洛克（Sam Locke），81歲，美國作家和導演。[78]
- 哈倫·納蘇蒂翁（Harun Nasution），79歲，印尼學者。
- 瓦迪姆·羅戈文（Vadim Rogovin），61歲，俄羅斯托洛茨基主義歷史學家和社會學家。

### 19日
- 蘇珊·巴蘭特斯，61歲，英國電影製片人，約克公爵夫人莎拉（Sarah）的母親，死於交通事故。
- 派特裡夏·海耶斯，88歲，英國女演員[79]
- Ran Laurie，83歲，英國醫生，奧運金牌得主，Hugh Laurie的父親。[80]
- 約翰·諾比，88歲，美國橄欖球運動員。[81]

### 20日
- 奧黛麗·亞歷山德拉·布朗（Audrey Alexandra Brown），93歲，加拿大詩人。[82]
- 穆里爾·漢弗萊·布朗（Muriel Humphrey Brown），86歲，美國政治家，副總統休伯特·汉弗莱（Hubert Humphrey）的妻子。[83]
- 羅伯特·馬拉奇·伯克（Robert Malachy Burke），91歲，基督教社會主義者和慈善家。
- 莉拉·卡岑（Lila Katzen），72歲，美國抽象雕塑家，肝癌。[84]
- 艾倫·普雷斯科特（Alan Prescott），71歲，英國橄欖球聯盟足球運動員。
- 拉烏爾·施拉尼爾（Raoul Schránil），88歲，捷克電影演員。[85]

### 21日
- 瑪格麗特·艾倫，89歲，蘇格蘭賽車手。[86]
- 奧茲·巴赫，59歲，美國民間音樂家，死於癌症。
- 克拉拉·卡拉邁，89歲，義大利女演員，死於中風。[87]
- 弗洛伦斯·格里菲斯-乔伊娜，38歲，美國田徑運動員，奧運會冠軍，癲癇發作，癲癇。[88]
- 弗拉基米爾·波希爾科，44歲，蘇俄企業家，自殺。
- Arto Tiainen，68歲，芬蘭越野滑雪運動員和政治家。[89]

### 22日
- Ymer Dishnica，86歲，阿爾巴尼亞政治家和醫生。
- 蜜雪兒·杜貝，39歲，加拿大非法摩托車手和黑幫，自殺身亡。
- Otakhon Latifi，62歲，塔吉克記者和政治家，被謀殺。[90]
- 亨利·梅耶，72歲，德國作曲家。
- 道格·史密斯，73歲，蘇格蘭橄欖球聯盟球員。[91]

### 23日
- Søren Andersen，72歲，丹麥足球運動員。
- 雷·鮑登，89歲，英格蘭足球運動員。[92]
- 瑪麗·弗蘭，55歲，美國女演員，心臟病發作。[93]
- 布萊恩·馬斯特斯，65歲，英國聖公會主教，富勒姆和埃德蒙頓主教。
- 赫克托·維爾切斯，72歲，烏拉圭足球運動員。
- 羅伯特·威爾斯，75歲，美國詞曲作者和電視製片人。[94]

### 24日
- Grich Altshuller，71歲，蘇聯工程師，發明家和作家，死於帕金森病。[95]
- Rosendo Balinas Jr.，57歲，菲律賓國際象棋特級大師。
- 弗蘭克·柯倫，81歲，英格蘭足球運動員。
- 傑夫·莫斯，56歲，美國作曲家、劇作家和電視作家，死於結腸癌。[96]
- 厄尼·潘內爾，81歲，美國橄欖球運動員。[97]

### 25日
- 比利·賈爾斯，41歲，北愛爾蘭UVF志願者，上吊自殺身亡。
- 肖卡特·哈亚特汗，83歲，巴基斯坦政治家，活動家和軍官。
- 約翰尼·麥格羅里，83歲，蘇格蘭拳擊手。
- Wim Schepers，55歲，荷蘭公路自行車運動員，心臟驟停而死。[98]
- 卡斯·沃克，96歲，美國政治家，廣播電視名人。
- 卡斯帕·雷德，69歲，芬蘭戲劇和電影導演。[99]

### 26日
- 喬瓦尼·巴比尼，97歲，二戰期間的義大利海軍軍官。
- 貝蒂·卡特，68歲，美國爵士歌手，死於胰腺癌。[100]
- 傑克·哈斯克爾，79歲，美國歌手和播音員。[101]
- 傑羅姆·麥克（Jerome D. Mack），77歲，美國銀行家、籌款人和慈善家，癌症患者。[102]
- 哈拉爾德·沃克（Harald Vock），73歲，德國電視製片人兼導演。[103]

### 27日
- 亞歷克斯·約瑟夫，62歲，美國直言不諱的一夫多妻主義者，摩門教原教旨主義教派以色列聯盟國的創始人，死於肝癌。
- Karlheinz Kaske，70歲，1981年至1992年擔任西門子股份公司的德國經理兼首席執行官。[104]
- 肖恩·費蘭，23歲，美國演員（玩具士兵），腦損傷。
- Doak Walker，71歲，美式橄欖球運動員（底特律雄獅隊），職業橄欖球名人堂成員，死於滑雪事故。[105]

### 28日
- 埃裡克·馬林，52歲，加拿大電視記者，摔倒後腦出血而死。
- 瓊·莫德，90歲，英國女演員。[106]
- Marcel Pourbaix，94歲，比利時化學家。
- 路易士·L·雷丁，96歲，美國律師和民權宣導者。[107]
- 希夫·普拉薩德·辛格，70歲，印度作家和學者。
- 喬治·特蘭特，83歲，英格蘭足球運動員。

### 29日
- 湯姆·布蘭得利，80歲，美國政治家和員警，心臟病發作而死。[108]
- 瓦爾斯頓·漢考克，91歲，澳大利亞皇家空軍司令。[109]
- 戈登·W·理查茲，68歲，英國賽馬訓練師。
- 約阿希姆·勛堡-格勞豪伯爵，69歲，德國貴族。

### 30日
- D·布魯斯·貝瑞（D. Bruce Berry），74歲，美國漫畫家（美國隊長）。[110]
- 勞里·布朗（Laurie Brown），61歲，英格蘭足球運動員和經理。[111]
- 弗蘭克·福伯格（Frank Forberger），55歲，東德賽艇運動員和奧運冠軍，腦癌。[112]
- 馬里烏斯·戈林（Marius Goring），86歲，英國演員，癌症。[113]
- Nechama Hendel，62歲，以色列歌手。
- 埃米爾·克里普斯（Émile Krieps），78歲，盧森堡軍官和政治家。
- 布魯諾·穆納里（Bruno Munari），90歲，義大利藝術家和設計師。
- 斯蒂芬·珀爾曼（Stephen Pearlman），63歲，美國演員（《虎膽龍威》《少年派》《問答秀》），癌症。[114]
- Dan Quisenberry，45歲，美國棒球運動員，腦癌。[115]
- Robert R. Squires，45歲，美國化學家。
- 羅伯特·路易斯·泰勒（Robert Lewis Taylor），86歲，美國作家，普利澤獎獲得者。[116]
- Pavel Štěpán，73歲，捷克鋼琴家。